# Carposina eriphylla
Carposina eriphylla là một loài bướm đêm thuộc họ Carposinidae. Nó là loài đặc hữu của New Zealand.
Sải cánh dài khoảng 26 mm. 